# Beatrixflat
De Beatrixflat of Beatrixtoren is een flatgebouw in Zaandam dat geldt als de eerste moderne hoogbouw van de stad. De flat is ca 25 meter hoog en bestaat uit zeven verdiepingen met appartementen boven twee bouwlagen waar plaats is voor commerciële activiteiten.
Sinds 2020 is er sprake van dat de flat in de nabije toekomst gesloopt gaat worden. Op de locatie van de flat zouden twee nieuwe hoge woontorens moeten komen die herontwikkeling van de sociale woningbouw aan de Peperstraat mogelijk maken.
Bewoners en erfgoedverenigingen zoals Vereniging Zaans Erfgoed en het Cuypersgenootschap hebben protest aangetekend tegen de voorgenomen sloop.